# Мартинкова Олена Олександрівна
Олена Олександрівна Мартинкова (нар. 22 вересня 2000, Краматорськ) — литовська (до 2022 року — українська) шахістка, міжнародний майстер серед жінок (2017).
Її рейтинг станом на червень 2023 року — 2241 (~300-те місце у світі, 2-ге — серед шахісток Литви).

## Досягнення
- 2010 рік — чемпіонка України серед дівчат до 10 років;
- 2012 рік — чемпіонка Європи серед школярів до 13 років[1];
- 2013 рік — бронзова призерка чемпіонату України серед дівчат до 14 років; 3 місце у чемпіонаті Європи з бліцу до 14 років ; бронзова призерка чемпіонату світу серед школярів до 13 років[2];
- 2014 рік — віце-чемпіонка України серед дівчат до 14 років;
- 2016 рік — чемпіонка України серед дівчат до 16 років, віце-чемпіонка України серед дівчат до 20 років, 1-ше місце у півфіналі чемпіонату України серед жінок (Дніпропетровськ)[3], разом з Юлією Осьмак стала переможницею командного чемпіонату Європи (до 18 років), що проходив у Словенії[4];
- 2017 рік — чемпіонка України серед дівчат до 18 років, віце-чемпіонка України серед дівчат до 20 років, 2-ге місце у чемпіонаті України серед жінок з бліцу;
- 2018 рік — чемпіонка України серед дівчат до 18 років, переможниця Всесвітньої Літньої Гімназіади у Марокко, 3-тє місце в півфіналі чемпіонату України серед жінок[5], чемпіонка України серед жінок з бліцу[6];
- 2019 рік — бронзова призерка чемпіонату України[7];
- 2020 рік — 2 місце у чемпіонаті України з бліцу серед юніорок до 20 років[8];
- 2021 рік — бронзова призерка чемпіонату України[9];

## Результати виступів у чемпіонатах України
Олена Мартинкова зіграла у 5-ти фінальних турнірах чемпіонатів України, набравши загалом 20½ очок із 45 можливих (+12-16=17).
| Рік  | Місто  | Турнір                 | + | − | = | Результат | Місце  |
| ---- | ------ | ---------------------- | - | - | - | --------- | ------ |
| 2016 | Рівне  | 76-й чемпіонат України | 1 | 5 | 3 | 2½ з 9    | 10     |
| 2018 | Київ   | 78-й чемпіонат України | 3 | 4 | 2 | 4 з 9     | 6      |
| 2019 | Луцьк  | 79-й чемпіонат України | 3 | 2 | 4 | 5 з 9     | Bronze |
| 2020 | Херсон | 80-й чемпіонат України | 2 | 4 | 3 | 3½ з 9    | 16     |
| 2021 | Харків | 81-й чемпіонат України | 3 | 1 | 5 | 5½ з 9    | Bronze |